# Deniz Zeitler
Deniz Zeitler (* 13. Dezember 2006 in Ingolstadt) ist ein deutscher Fußballspieler, der seit Juli 2025 bei der TSG 1899 Hoffenheim unter Vertrag steht.

## Karriere
Der Sohn einer deutschen Mutter und eines türkischen Vaters begann schon früh mit dem Fußballspielen in der Jugendabteilung des TV 1861 Ingolstadt. 2015 wechselte er ins Nachwuchsleistungszentrum des FC Ingolstadt 04. Dort spielte er in der Saison 2022/23 unter Sabrina Wittmann als B-Junior (U17) bereits dreimal mit den A-Junioren (U19) in der A-Junioren-Bundesliga Süd/Südwest. Zur Saison 2023/24 rückte der Stürmer schließlich fest in die U19 auf. Nach sieben Toren in neun Spielen debütierte Zeitler am 25. November 2023 im Alter von 16 Jahren und 347 Tagen unter Michael Köllner für die Profis in der 3. Liga. Mit diesem Einsatz wurde er zum bis dahin jüngsten Spieler mit einem Profieinsatz für den FC Ingolstadt und zweitjüngsten Drittligaspieler nach Abdoulaye Kamara. Bis zum Saisonende folgten zwei weitere Einwechslungen. Zudem spielte er nach der Winterpause noch einmal für die U19 und erzielte zwei weitere Tore. Anfang April 2024 war die Saison aufgrund einer wiederholten Muskelverletzung für ihn vorzeitig beendet. Vor der Saison 2024/25 rückte Zeitler fest in die Profimannschaft auf, die seit Mai 2024 von seiner ehemaligen U19-Trainerin Wittmann trainiert wurde. Obwohl er in dieser Spielzeit noch in der U19 hätte spielen dürfen, etablierte er sich im Drittligateam und kam auf 31 Ligaeinsätze (18-mal in der Startelf), in denen er acht Tore erzielte.
Zur Saison 2025/26 wechselte Zeitler innerhalb der 3. Liga zur zweiten Mannschaft der TSG 1899 Hoffenheim.